# خیمنا سارینیانا
خیمِنا سارینیانا ریورا (اسپانیایی: Ximena Sariñana Rivera‎؛ زادهٔ ۲۹ اکتبر ۱۹۸۵) خواننده-ترانه‌سرا و بازیگر اهل مکزیک است. او که از سال ۱۹۹۴ میلادی مشغول فعالیت بوده با آلبوم آغازینش، «میان‌مایه» (Mediocre) در سال ۲۰۰۹ تحسین منتقدان را برانگیخت و نامزد جایزه گرمی شد.خیمِنا سارینیانا ریورا در طول دوران حرفه‌ای خود با خواننده‌گانی نظیر ناتالیا لافورکاده، جولیتا ونگاس، خورخه درکسلر و عمر رودریگز لوپز همکاری داشته است.